# Saison 4 d'Unité 9
Chronologie
Saison 3 Saison 5
Cet article présente les vingt-quatre épisodes de la quatrième saison de la série télévisée québécoise Unité 9.

## Synopsis
Marie fait face aux derniers incidents en lien avec Sébastien et Léa. Elle croit que sa fille a été abusé sexuellement par Benoît. Pour elle, aucun obstacle n'est assez grand pour arrêter sa volonté de se venger sur celui en qui elle avait confiance. Pendant ce temps, Normand essai de son mieux de prendre le contrôle de la prison. Hélas, on lui dissimule une trop grande quantité d'informations. Par conséquent, la gestion de la sécurité à Lietteville se fait de plus en plus difficilement.

## Distribution

### Acteurs principaux

#### Détenues
- Guylaine Tremblay : Marie Lamontagne (24 épisodes)
- Céline Bonnier : Suzanne Beauchemin (22 épisodes)
- Ève Landry : Jeanne Biron (21 épisodes)
- Catherine-Anne Toupin : Shandy Galarneau (17 épisodes)
- Claudia Ferri : Bétina Selanes (17 épisodes)
- Danielle Proulx : Henriette Boulier (16 épisodes)
- Geneviève Schmidt : Jessica Poirier (13 épisodes)
- Élise Guilbault : Kim Vanier (12 épisodes)
- Ayisha Issa : Brittany "Bouba" Sizzla (11 épisodes)
- Myriam Côté : Avril Robertson (10 épisodes)
- Angèle Coutu : Marie-Gisèle Castonguay (9 épisodes)
- Karelle Tremblay : Cameron Marquis (9 épisodes)
- Catherine Proulx-Lemay : Michèle Paquette (7 épisodes)
- Simone-Élise Girard : Judith Carpentier (7 épisodes)

#### Personnel
- Mathieu Baron : Marco Choquette (22 épisodes)
- Normand Daneau : Martin Lavallée (20 épisodes)
- Marie-Chantal Perron : Madeleine Tessier (20 épisodes)
- François Papineau : Normand Despins (19 épisodes)
- Luc Guérin : Steven Picard (19 épisodes)
- Paul Doucet : Georges Sainte-Marie (17 épisodes)
- Salomé Corbo : Caroline Laplante (17 épisodes)
- Catherine Paquin-Béchard : Josée Tessier (16 épisodes)
- Patricia Larrivière : Gwendoline Bachand (13 épisodes)
- Debbie Lynch-White : Nancy Prévost (11 épisodes)
- Jason Roy Léveillée : Kevin Anctil (11 épisodes)
- Mariloup Wolfe : Agathe Boisbriand (9 épisodes)

#### Entourage de Marie Lamontagne
- Émilie Bibeau : Lucie Lamontagne (11 épisodes)
- Patrice L'Écuyer : Benoît Frigon (9 épisodes)

### Invités

#### Détenues
- Carla Turcotte : Eva Côté (5 épisodes)
- Sarah-Jeanne Labrosse : Laurence Belleau (1 épisode)

#### Personnel
- Paul Ahmarani : François Beaudry (4 épisodes)
- Jean Marchand : Rolland Montmorency (2 épisodes)

#### Entourage
- Olivier Aubin : Jean Hamelin (8 épisodes)
- Dominique Pétin : Me Claude Marois (7 épisodes)
- Danny Gilmore : Bertrand Parizeau (5 épisodes)
- Nicola-Frank Vachon : Marco Biron (4 épisodes)
- Charles-Alexandre Dubé : Jasmin Chartrand (4 épisodes)
- Daniel Gadouas : Bernard Paquette (4 épisodes)
- Denise Tessier : Lyne Paquette (4 épisodes)
- Philippe Thibault-Denis : Justin Boileau (4 épisodes)
- Frédérique Dufort : Léa Petit (3 épisodes, images d'archives seulement)
- Jean Harvey : Hervé Bacon (3 épisodes)
- Sarah-Anne Parent : Mathilde Leblond (3 épisodes)
- Daniel Parent : Me David Bertrand (3 épisodes)
- Sophie Clément : France Vanier (3 épisodes)
- Hubert Proulx : Serge Biron (2 épisodes)
- Marc Fournier : Médecin de Lietteville (2 épisodes)
- Olivier Barrette : Sébastien Petit (2 épisodes, images d'archives seulement)
- Frank Schorpion : Pierre (2 épisodes)
- Anik Jean : Gini la dominatrice (2 épisodes)
- Simon Rousseau : Pierre-Paul (1 épisode)
- Sabrina Bégin Tejeda : Mariposa Selanes (1 épisode)
- Micheline Bernard : Carmen Boisjoli (1 épisode)
- Béatrice Picard : Sœur Agnès Grâce (1 épisode)
- Julien Poulin : Jean-Marc Poirier (1 épisode)
- Gaston Lepage : Maurice Marchand (1 épisode)

## Liste des épisodes

### Épisode 1
- 15 septembre 2015 sur ICI Radio-Canada Télé[2]
- 13 septembre 2016 sur TV5 Monde[3]

- Québec : 1,972 million de téléspectateurs[4]

- Frédérique Dufort (Léa Petit)
- Hubert Proulx (Serge Biron)
- Nicola-Frank Vachon (Marco Biron)
- Philippe Cousineau (Policier #1 (chez Benoît))
- Jean Harvey (Enquêteur Bacon)
- Élyse Aussant (IPL M. Clermont)
- Blaise Tardif (AC-4 Rousseau)
- Simon Rousseau (Pierre-Paul)
- Benoit Mauffette (Policier accueil)
- Matt Simard (Homme poste de police)
- Diane Langlois (Médecin Jeanne)
- Gabrielle Côté (IPL Bovet)
- Kim Gourdeau (IPL J. Doré)
- Émilie-Lune Sauvé (IPL A. Corriveau)
- Sylvia Stewart (IPL N. Haddad)
- Kim Cormier (IPL S. Martineau)
- Moe Jeudy-Lamour (AC-4 L. Desrochers)
- Maryvonne Cyr (IPL J. Durocher)
- Marie-Lou Bariteau (IPL G. Hufmann)
- Liana Montoro (IPL M. Salomon)
- Stephanie Bélanger (Gardienne hôpital Jeanne)
- Annie Carignan (Transport R. Frappier)
- Steven David Nash (Transport J. Charette)
- Orphée Ladouceur-Nguyen (IPL C. Bérubé)
- Véronique Beaudoin (IPL A. Tellier)
- Nancy Bouzi (Détenue au Max)
- Sylvain Allaire (Policier #2 (chez Benoît))
- Inès Agonkan (Infirmière Jeanne)
- Jacques Sergerio (Infirmier Jeanne)

### Épisode 2
- 22 septembre 2015 sur ICI Radio-Canada Télé
- 13 septembre 2016 sur TV5 Monde[6]

- Québec : 1,913 million de téléspectateurs[7]

- Olivier Barrette (Sébastien Petit)
- Dominique Pétin (Maître Marois)
- Sarah-Jeanne Labrosse (Laurence Belleau)
- Jean Harvey (Enquêteur Bacon)
- Fayolle Jean Jr. (Policier #1 perquisition)
- Élyse Aussant (IPL M. Clermont)
- Blaise Tardif (AC-4 Rousseau)
- Marina Harvey (Détenue UVS)
- Diane Langlois (Médecin Jeanne)
- Léa Traversy (IPL UVS)
- Karl Farah (AC-4 G. Véronneau)
- Kim Gourdeau (IPL J. Doré)
- Émilie-Lune Sauvé (IPL A. Corriveau)
- Rosalie Hudon-Fecteau (IPL L. Mercier)
- Moe Jeudy-Lamour (AC-4 L. Desrochers)
- Maryvonne Cyr (IPL J. Durocher)
- Marie-Lou Bariteau (IPL G. Hufmann)
- Stephanie Bélanger (Gardienne hôpital Jeanne)
- Alessandro LoDico (Policier #2 perquisition)
- Isabelle Pastena (Responsable couture)
- Véronique Beaudoin (IPL A. Tellier)
- Marie-Pier Denis (Détenue au Max)
- Miryam Magri (Détenue ND)
- Inès Agonkan (Infirmière Jeanne)

### Épisode 3
- 29 septembre 2015 sur ICI Radio-Canada Télé
- 20 septembre 2016 sur TV5 Monde[9]

- Québec : 1,941 million de téléspectateurs[10]

- Danny Gilmore (Bertrand Parizeau)
- Dominique Pétin (Maître Marois)
- Nicola-Frank Vachon (Marco Biron)
- Jean Harvey (Enquêteur Bacon)
- Fayolle Jean Jr. (Policier municipal #1)
- Élyse Aussant (IPL M. Clermont)
- Blaise Tardif (AC-4 Rousseau)
- Leila Thibeault-Louchem (Détenue)
- Corinne Chevarier (Infirmière #2)
- Gabrielle Côté (IPL Bovet)
- Kim Gourdeau (IPL J. Doré)
- Joelle Paré-Beaulieu (IPL T. Mamoru)
- Catrine Beauvais (IPL P. Dufort)
- Rosalie Hudon-Fecteau (IPL L. Mercier)
- Geneviève Beauchemin (IPL M. Monette)
- Kim Cormier (IPL S. Martineau)
- Moe Jeudy-Lamour (AC-4 L. Desrochers)
- Maryvonne Cyr (IPL J. Durocher)
- Marie-Lou Bariteau (IPL G. Hufmann)
- Liana Montoro (IPL M. Salomon)
- Alessandro LoDico (Policier #2 perquisition)
- Isabelle Pastena (Responsable couture)
- Véronique Beaudoin (IPL A. Tellier)
- Johanne Ductan-Petit (Gardienne privée Michelle)

### Épisode 4
- 6 octobre 2015 sur ICI Radio-Canada Télé
- 20 septembre 2016 sur TV5 Monde[12]

- Québec : 2,008 millions de téléspectateurs[13]

- Danny Gilmore (Bertrand Parizeau)
- Charles-Alexandre Dubé (Jasmin Chartrand)
- Daniel Gadouas (Bernard)
- Sarah-Anne Parent (Mathilde)
- Daniel Parent (Me David Bertrand)
- Paul Ahmarani (François Beaudry)
- Élyse Aussant (IPL M. Clermont)
- Blaise Tardif (AC-4 Rousseau)
- Marc Fournier (Médecin Lietteville)
- Denise Tessier (Lyne)
- Sabrina Bégin Tejeda (Mariposa)
- Joelle Paré-Beaulieu (IPL T. Mamoru)
- Émilie-Lune Sauvé (IPL A. Corriveau)
- Rosalie Hudon-Fecteau (IPL L. Mercier)
- Sébastien Beaulac (AC-4 P. Martel)
- Geneviève Beauchemin (IPL M. Monette)
- Sylvia Stewart (IPL N. Haddad)
- Kim Cormier (IPL S. Martineau)
- Moe Jeudy-Lamour (AC-4 L. Desrochers)
- Maryvonne Cyr (IPL J. Durocher)
- Sophie Levesque (IPL M. Turgeon)
- Marie-Lou Bariteau (IPL G. Hufmann)
- Stephanie Bélanger (Gardienne hôpital)
- Orphée Ladouceur-Nguyen (IPL C. Bérubé)
- Mélie Jolin (IPL C. Poni)
- Véronique Beaudoin (IPL A. Tellier)
- Johanne Ductan-Petit (Gardienne privée Michelle)
- Sébastien Carranza (Homme avec Mariposa)

### Épisode 5
- 13 octobre 2015 sur ICI Radio-Canada Télé
- 27 septembre 2016 sur TV5 Monde[15]

- Québec : 2,043 millions de téléspectateurs[16]

- Olivier Aubin (Jean Hamelin)
- Élyse Aussant (IPL M. Clermont)
- Diane Langlois (Médecin Jeanne)
- Émilie-Lune Sauvé (IPL A. Corriveau)
- Geneviève Beauchemin (IPL M. Monette)
- Sylvia Stewart (IPL N. Haddad)
- Moe Jeudy-Lamour (AC-4 L. Desrochers)
- Maryvonne Cyr (IPL J. Durocher)
- Sophie Levesque (IPL M. Turgeon)
- Marie-Lou Bariteau (IPL G. Hufmann)
- Stephanie Bélanger (Gardienne hôpital)
- Isabelle Pastena (Responsable couture)
- Orphée Ladouceur-Nguyen (IPL C. Bérubé)
- Mélie Jolin (IPL C. Poni)
- Véronique Beaudoin (IPL A. Tellier)
- Marie-Pier Denis (Détenue)
- Miryam Magri (Détenue)
- Nancy Bouzi (Détenue au Max)
- Inès Agonkan (Infirmière Jeanne)

### Épisode 6
- 20 octobre 2015 sur ICI Radio-Canada Télé
- 27 septembre 2016 sur TV5 Monde[18]

- Québec : 2,053 millions de téléspectateurs[19]

- Dominique Pétin (Maître Marois)
- Micheline Bernard (Carmen Boisjolis)
- Sarah-Anne Parent (Mathilde)
- Paul Ahmarani (François Beaudry)
- Olivier Aubin (Jean Hamelin)
- Dorothée Berryman (Nicole Galarneau)
- Élyse Aussant (IPL M. Clermont)
- Émilie-Lune Sauvé (IPL A. Corriveau)
- Rosalie Hudon-Fecteau (IPL L. Mercier)
- Geneviève Beauchemin (IPL M. Monette)
- Kim Cormier (IPL S. Martineau)
- Moe Jeudy-Lamour (AC-4 L. Desrochers)
- Maryvonne Cyr (IPL J. Durocher)
- Marie-Lou Bariteau (IPL G. Hufmann)
- Liana Montoro (IPL M. Salomon)
- Véronique Beaudoin (IPL A. Tellier)

### Épisode 7
- 27 octobre 2015 sur ICI Radio-Canada Télé
- 4 octobre 2016 sur TV5 Monde[21]

- Québec : 1,999 million de téléspectateurs[22]

- Jean Marchand (Rolland Montmorency)
- Daniel Gadouas (Bernard)
- Blaise Tardif (AC-4 Rousseau)
- Denise Tessier (Lyne)
- Gabrielle Côté (IPL Bovet)
- Jean Turcotte (Obstétricien)
- Christiane Zufferey (Infirmière)
- Geneviève Beauchemin (IPL M. Monette)
- Kim Cormier (IPL S. Martineau)
- Line Lafontaine (AC-4 A. Théorêt)
- Moe Jeudy-Lamour (AC-4 L. Desrochers)
- Maryvonne Cyr (IPL J. Durocher)
- Frédérique Paré (Détenue)
- Isabelle Pastena (Responsable couture)
- Mélie Jolin (IPL C. Poni)
- Véronique Beaudoin (IPL A. Tellier)
- Johanne Ductan-Petit (Gardienne hôpital Michelle)
- Benoit Fiset (Infirmier)
- Daphnée Lemire (Bébé #1 Michèle)
- Xavier Lemire (Bébé #2 Michèle)
- Gustave Rouleau (Bruno)

### Épisode 8
- 3 novembre 2015 sur ICI Radio-Canada Télé
- 4 octobre 2016 sur TV5 Monde[24]

- Québec : 1,976 million de téléspectateurs[25]

- Valérie Cabana (Enquêteuse mort Agathe #1)
- Élyse Aussant (IPL M. Clermont)
- Blaise Tardif (AC-4 Rousseau)
- Gabrielle Côté (IPL Bovet)
- Emmanuelle Laroche (Enquêteuse mort Agathe #2)
- Stéphanie M. Germain (IPL J. Trudel)
- Sébastien Beaulac (AC-4 P. Martel)
- Line Lafontaine (AC-4 A. Théorêt)
- Moe Jeudy-Lamour (AC-4 L. Desrochers)
- Maryvonne Cyr (IPL J. Durocher)
- Sophie Levesque (IPL M. Turgeon)
- Marie-Lou Bariteau (IPL G. Hufmann)
- Liana Montoro (IPL M. Salomon)
- Christian Robert (Personne morgue #1)
- Mario Patry (Spécialiste #1 preuves)
- Keven Stever-Lévesque (Spécialiste #2 preuve)
- Camille Bourdeau (IPL D. Diopel)
- Frédérique Paré (Détenue)
- Isabelle Pastena (Responsable couture)
- Dominic Couture (Policier prov. #1 mort Agathe)
- André Paradis (Policier prov. #2 mort Agathe)
- Véronique Beaudoin (IPL A. Tellier)
- Matt Sheppard (Personne morgue #2)

### Épisode 9
- 10 novembre 2015 sur ICI Radio-Canada Télé
- 11 octobre 2016 sur TV5 Monde[27]

- Québec : 2,130 millions de téléspectateurs[28]

- Jean Marchand (Rolland Montmorency)
- Frédérique Dufort (Léa Petit)
- Dominique Pétin (Maître Marois)
- Charles-Alexandre Dubé (Jasmin Chartrand)
- Sarah-Anne Parent (Mathilde)
- Olivier Aubin (Jean Hamelin)
- Élyse Aussant (IPL M. Clermont)
- Gabrielle Côté (IPL Bovet)
- Carla Turcotte (Eva Côté)
- Kim Gourdeau (IPL J. Doré)
- Stéphanie M. Germain (IPL J. Trudel)
- Rosalie Hudon-Fecteau (IPL L. Mercier)
- Natasha Filliatrault (IPL P. Cloutier)
- Geneviève Beauchemin (IPL M. Monette)
- Sylvia Stewart (IPL N. Haddad)
- Line Lafontaine (AC-4 A. Théorêt)
- Moe Jeudy-Lamour (AC-4 L. Desrochers)
- Marie-Lou Bariteau (IPL G. Hufmann)
- Orphée Ladouceur-Nguyen (IPL C. Bérubé)
- Véronique Beaudoin (IPL A. Tellier)
- Johanne Ductan-Petit (Gardienne hôpital)
- Daphnée Lemire (Bébé #1)
- Xavier Lemire (Bébé #2)

### Épisode 10
- 17 novembre 2015 sur ICI Radio-Canada Télé
- 11 octobre 2016 sur TV5 Monde[30]

- Québec : 2,108 millions de téléspectateurs[31]

- Dominique Pétin (Maître Marois)
- Daniel Gadouas (Bernard)
- Hubert Proulx (Serge Biron)
- Nicola-Frank Vachon (Marco Biron)
- Denise Tessier (Lyne)
- Julie St-Laurent (IPL M. Salom)
- Carla Turcotte (Eva Côté)
- Joelle Paré-Beaulieu (IPL T. Mamoru)
- Caterine Beauvais (OPL P. Dufort)
- Rosalie Hudon-Fecteau (IPL L. Mercier)
- Sébastien Beaulac (AC-4 P. Martel)
- Geneviève Beauchemin (IPL M. Monette)
- Moe Jeudy-Lamour (AC-4 L. Desrochers)
- Maryvonne Cyr (IPL J. Durocher)
- Sophie Levesque (IPL M. Turgeon)
- Marie-Lou Bariteau (IPL G. Hufmann)
- Liana Montoro (IPL M. Salomon)
- Annie Carignan (R. Frappier)
- Steven David Nash (J. Charette)
- Mélie Jolin (IPL C. Poni)
- Johanne Ductan-Petit (Gardienne hôpital)
- Rose Langlois (Marie 11 ans)
- Pascal Contamine (Yvon 44 ans)

### Épisode 11
- Québec : 2,089 millions de téléspectateurs[33]

- Dominique Pétin (Maître Marois)
- Daniel Gadouas (Bernard)
- Denise Tessier (Lyne)
- Daniel Parent (Me David Bertrand)
- Marc Fournier (Médecin Lietteville)
- Luc Morissette (Commissaire #1)
- Benoît Guérin (Huissier audiencier)
- Kim Gourdeau (IPL J. Doré)
- Geneviève Beauchemin (IPL M. Monette)
- Sylvia Stewart (IPL N. Haddad)
- Kim Cormier (IPL S. Martineau)
- Line Lafontaine (AC-4 A. Théorêt)
- Moe Jeudy-Lamour (AC-4 L. Desrochers)
- Maryvonne Cyr (IPL J. Durocher)
- Marie-Lou Bariteau (IPL G. Hufmann)
- Annie Carignan (R. Frappier)
- Steven David Nash (J. Charette)
- Sylvie Deliste (IPL UVS)
- Paul Boyer (Commissaire #2)
- Orphée Ladouceur-Nguyen (IPL C. Bérubé)
- Patrick Lévesque (Gardien palais justice)
- Sylvie Savoie (Greffière)
- Mélie Jolin (IPL C. Poni)
- Véronique Beaudoin (IPL A. Tellier)

### Épisode 12
- Québec : 1,958 million de téléspectateurs[35]

- Danny Gilmore (Bertrand Parizeau)
- Dominique Pétin (Maître Marois)
- Daniel Parent (Me David Bertrand)
- Philippe Thibault-Denis (Justin Boileau)
- Katherine Adams (Greffière)
- Myriam De Verger (Me Amanda Julius)
- Sophie Clément (France Vanier)
- Frank Schorpion (Pierre, Policier intimidant)
- Carla Turcotte (Éva Côté)
- Benoît Guérin (Huissier audiencier)
- Madeleine Arcand (Journaliste)
- Michel Mongeau (Juge (Marie))
- Luis Sincennes (Juge (Kim))
- Jacqueline Michel (Femme Autochtone)
- Vanessa Munoz (Détenue cour)
- Chantale Bilodeau (Détenue cour #2)
- Isabelle L'Écuyer (Détenue cour #3)
- Stéphanie Bacon (Agent centre provincial)
- Kim Cormier (IPL S. Martineau)
- Maryvonne Cyr (IPL J. Durocher)
- Sophie Levesque (IPL M. Turgeon)
- Marie-Lou Bariteau (IPL G. Hufmann)
- Annie Carignan (R. Frappier)
- Steven David Nash (J. Charette)
- Patrick Lévesque (Gardien Palais justice)
- Daniel Marcoux (Avocat couronne (Kim))
- Basil McKenna (Gardien #1 (Kim))
- Stéphane Levasseur (Gardien #2 (Kim))
- Jean-François Senecal (Transport #1)
- François Fortin (Transport #2)
- Nicolas Clément (Agent centre Provincial)
- Gilles Gaucher (Huissier audiencier (Kim))
- Sylvie Savoie (Greffière (Marie)
- Semitch Louis (Gardien palais justice (Kim)
- Marie-Pier Denis (Détenue colère #2)

### Épisode 13
- Québec : 2,054 millions de téléspectateurs[37]

- Charles-Alexandre Dubé (Jasmin Chartrand)
- Olivier Aubin (Jean Hamelin)
- Élyse Aussant (IPL M. Clermont)
- Blaise Tardif (AC-4 Rousseau)
- Béatrice Picard (Sœur Agnès Grâce)
- Natasha Filliatrault (IPL UVS)
- Line Lafontaine (AC-4 A. Théorêt)
- Jimmy Duperval (AC-4 K. Marshal)
- Maryvonne Cyr (IPL J. Durocher)
- Sophie Levesque (IPL M. Turgeon)
- Marie-Lou Bariteau (IPL G. Hufmann)
- Annie Carignan (R. Frappier)
- Steven David Nash (J. Charette)

### Épisode 14
- Québec : 2,001 millions de téléspectateurs[38]

- Olivier Aubin (Jean Hamelin)
- Blaise Tardif (AC-4 Rousseau)
- Léa Traversy (IPL UVS)
- Line Lafontaine (AC-4 A. Théorêt)
- Jimmy Duperval (AC-4 K. Marshal)
- Maryvonne Cyr (IPL J. Durocher)
- Sophie Levesque (IPL M. Turgeon)
- Marie-Lou Bariteau (IPL G. Hufmann)
- Alexandra Laverdière (IPL Alexe Clermont)

### Épisode 15
- Québec : 1,951 million de téléspectateurs[39]

- Paul Ahmarani (François Beaudry)
- Leila Thibeault-Louchem (Détenue droguée)
- Carla Turcotte (Éva Côté)
- Anik Jean (Gini la dominatrice)
- Thomas Glonet-Lavigne (AC-3 max)
- Vanessa Munoz (Détenue cour)
- Geneviève Beauchemin (IPL M. Monette)
- Sylvia Stewart (IPL N. Haddad)
- Jimmy Duperval (AC-4 K. Marshal)
- Maryvonne Cyr (IPL J. Durocher)
- Sophie Levesque (IPL M. Turgeon)
- Mélie Jolin (IPL C. Poni)
- Guenièvre Sandré (Détenue colère)
- Trudi Yearwood (Détenue ethnique #1)
- Lamia Benhacine (Détenue ethnique #2)

### Épisode 16
- Québec : 1,988 million de téléspectateurs[40]

- Blaise Tardif (AC-4 Rousseau)
- Sarianne Cormier (IPL Corbeil)
- Kim Gourdeau (IPL J. Doré)
- Jimmy Duperval (AC-4 K. Marschall)
- Maryvonne Cyr (IPL J. Durocher)
- Sophie Levesque (IPL M. Turgeon)
- Camille Bourdeau (IPL D. Riopel)
- Orphée Ladouceur-Nguyen (IPL C. Bérubé)
- Véronique Beaudoin (IPL A. Tellier)

### Épisode 17
- Québec : 2,083 millions de téléspectateurs[41]

- Élyse Aussant (IPL M. Clermont)
- Blaise Tardif (AC-4 Rousseau)
- Sarianne Cormier (IPL Corbeil)
- Jimmy Duperval (AC-4 K. Marschall)
- Maryvonne Cyr (IPL J. Durocher)
- Sophie Levesque (IPL M. Turgeon)
- Marie-Lou Bariteau (IPL G. Hufmann)
- Frédérique Paré (Détenue #1)
- Isabelle Pastena (Responsable couture)
- Carmen Echevveria (Détenue hispanophone)
- Marie-Pier Denis (Détenue programme colère)

### Épisode 18
- Québec : 2,094 millions de téléspectateurs[42]

- Frédérique Dufort (Léa Petit)
- Olivier Barrette (Sébastien Petit)
- Danny Gilmore (Bertrand Parizeau)
- Charles-Alexandre Dubé (Jasmin Chartrand)
- Paul Ahmarani (François Beaudry)
- Olivier Aubin (Jean Hamelin)
- Sophie Clément (France mère de Kim)
- Blaise Tardif (AC-4 Rousseau)
- Julie St-Laurent (IPL M. Salomon)
- Mélanie St-Laurent (Médecin Lucie)
- Joelle Paré-Beaulieu (IPL T. Mamoru)
- Sylvia Stewart (IPL N. Haddad)
- Kim Cormier (IPL S. Martineau)
- Line Lafontaine (AC-4 A. Théorêt)
- Jimmy Duperval (AC-4 K. Marschall)
- Maryvonne Cyr (IPL J. Durocher)
- Sophie Levesque (IPL M. Turgeon)
- Martin Stone (Client animalerie)
- Évelyne Fournier (Cliente animalerie)
- Marie-Lou Garant (Double Lucie)
- Vincent Boucher (Client #2 animalerie)
- Mélie Jolin (IPL C. Poni)
- Véronique Beaudoin (IPL A. Tellier)

### Épisode 19
- Québec : 1,997 million de téléspectateurs[43]

- Philippe Thibault-Denis (Justin Boileau)
- Sophie Clément (France mère de Kim)
- Frank Schorpion (Pierre, Policier intimidant)
- Élyse Aussant (IPL M. Clermont)
- Blaise Tardif (AC-4 Rousseau)
- Sarianne Cormier (IPL Corbeil)
- Kim Gourdeau (IPL J. Doré)
- Émilie-Lune Sauvé (IPL A. Corriveau)
- Isabelle L'Écuyer (Détenue #3)
- Jimmy Duperval (AC-4 K. Marschall)
- Maryvonne Cyr (IPL J. Durocher)
- Sophie Levesque (IPL M. Turgeon)
- Marie-Lou Bariteau (IPL G. Hufmann)
- François Caffiaux (Chauffeur de France)
- Philippe Bertrand (Policier #2)
- Annie Carignan (Transport R. Frappier)
- Steven David Nash (Transport J. Charette)
- Isabelle Pastena (Responsable couture)
- Carmen Echevveria (Détenue hispanophone)
- Brigitte Tremblay (Détenue programme trauma)

### Épisode 20
- Québec : 2,102 millions de téléspectateurs[44]

- Philippe Thibault-Denis (Justin Boileau)
- Julien Poulin (Jean-Marc Poirier)
- Élyse Aussant (IPL M. Clermont)
- Blaise Tardif (AC-4 Rousseau)
- Léa Traversy (IPL UVS Caron)
- Sébastien Beaulac (AC-4 P. Martel)
- Maryvonne Cyr (IPL J. Durocher)
- Sophie Levesque (IPL M. Turgeon)
- Marie-Lou Bariteau (IPL G. Hufmann)
- Isabelle Pastena (Responsable couture)
- Ethan Sanchez (Enfant de détenue)
- Carmen Echevveria (Détenue hispanophone)
- Alexandra Laverdière (IPL Alexe Clermont)
- Gustave Rouleau (Bruno fils Caroline)

### Épisode 21
- Québec : 2,056 millions de téléspectateurs[45]

- Nicola-Frank Vachon (Marco Biron)
- Olivier Aubin (Jean Hamelin)
- Élyse Aussant (IPL M. Clermont)
- Sarianne Cormier (IPL Corbeil)
- Kim Cormier (IPL S. Martineau)
- Isabelle Pastena (Responsable couture)
- Mélie Jolin (IPL C. Poni)
- Alexandra Laverdière (IPL Alexe Clermont)

### Épisode 22
- Québec : 2,097 millions de téléspectateurs[46]

- Gaston Lepage (Liquidateur)
- Élyse Aussant (IPL M. Clermont)
- Blaise Tardif (AC-4 Rousseau)
- Anik Jean (Gini la dominatrice)
- Kiliane Thibaudeau (Amie de Cameron #1)
- Éléonore Lagacé (Amie de Cameron #2)
- Geneviève Beauchemin (IPL M. Monette)
- Kim Cormier (IPL S. Martineau)
- Jimmy Duperval (AC-4 K. Marschall)
- Maryvonne Cyr (IPL J. Durocher)
- Sophie Levesque (IPL M. Turgeon)
- Marie-Lou Bariteau (IPL G. Hufmann)
- Mélie Jolin (IPL C. Poni)
- Alexandra Laverdière (IPL Alexe Clermont)
- Gilbert Larose Jr. (Coordonnateur de cascades)
- Alain Bérard (Cycliste)
- Hélena Laliberté (Cascadeuse)

### Épisode 23
- Québec : 2,040 millions de téléspectateurs[47]

- Philippe Thibault-Denis (Justin Boileau)
- Geneviève Beauchemin (IPL M. Monette)
- Kim Cormier (IPL S. Martineau)
- Jimmy Duperval (AC-4 K. Marschall)
- Sophie Levesque (IPL M. Turgeon)

### Épisode 24
- Québec : 2,018 millions de téléspectateurs[48]

- Danny Gilmore (Bertrand Parizeau)
- Olivier Aubin (Jean Hamelin)
- Leila Thibeault-Louchem (Détenue droguée)
- Éva Côté (Carla Turcotte)
- Francesca Barcenas (Infirmière Lucie)
- Sylvia Stewart (IPL N. Haddad)
- Jimmy Duperval (AC-4 K. Marschall)
- Maryvonne Cyr (IPL J. Durocher)
- Mélie Jolin (IPL C. Poni)
- Véronique Beaudoin (IPL A. Tellier)
- Sandrine Loiseau-Raymond (Bébé fille Lucie)